# Tunelul spiral Drammen
Tunelul spiral Drammen (în norvegiană Spiralen) este un tunel în formă de spirală săpat în masivul Bragernesåsen de lângă orașul norvegian Drammen (fylke Viken). Șase spire și jumătate duc pe o lungime de 1650 m de la portalul inferior aflat la 50 m m dM până la ieșirea în portalul superior la 213 m dM. A fost deschis în 1961 pentru a sărbători cea de-a 150-a aniversare a statutului de oraș al localității Drammen de către regele Olav al V-lea.

## Istoric
Tunelul a fost construit în anii 1950 în primul rând ca o carieră pentru extracția materialelor de construcție într-un mod care protejează terenul. În acel timp, Drammen a construit două șosele noi: Rosenkrantzgata și Bjørnstjerne Bjørnsons Gate, aceste lucrări necesitând cantități mari de material pietros. Inginerul constructor al orașului, Eivind Olsen, a avut ideea de a transforma cariera de piatră a orașului într-o zonă de atracție prin extracția materialului din tunelul în formă de spirală din interiorul stâncii, creând totodată astfel o conexiune rutieră directă cu Bragernesåsen.

## Detalii constructive
Tunelul spiral Drammen cu cel mai mare unghi de viraj din lume nu îndeplinește nicio funcție specială de trafic, dar este în primul rând o atracție locală. Tunelul fiind în formă de spirală fiecare buclă are un diametru de 70 de metri, înălțimea dintre etaje este de aproximativ 20 de metri iar tubul tunelului are o  înălțime de nouă metri și o lățime la nivelul drumului de nouă metri. A fost stabilită o taxă de trecere cu excepția anilor 1987-1994. Astăzi, taxele de parcare se plătesc în parcarea din partea de sus a tunelului. Tunelul este deschis de la șase dimineața până la unsprezece seara.

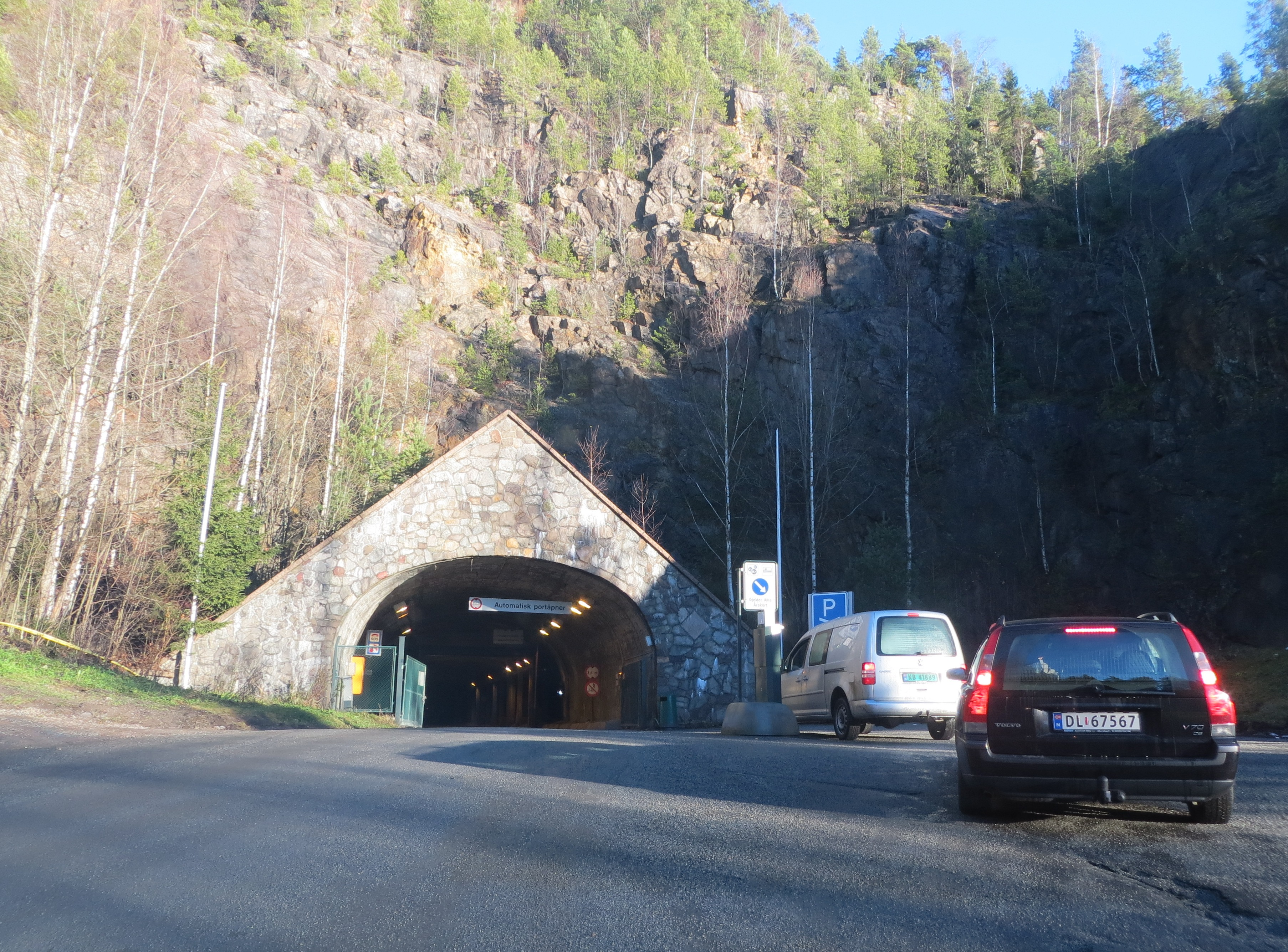
Portalul superior în Bragernes (2012)
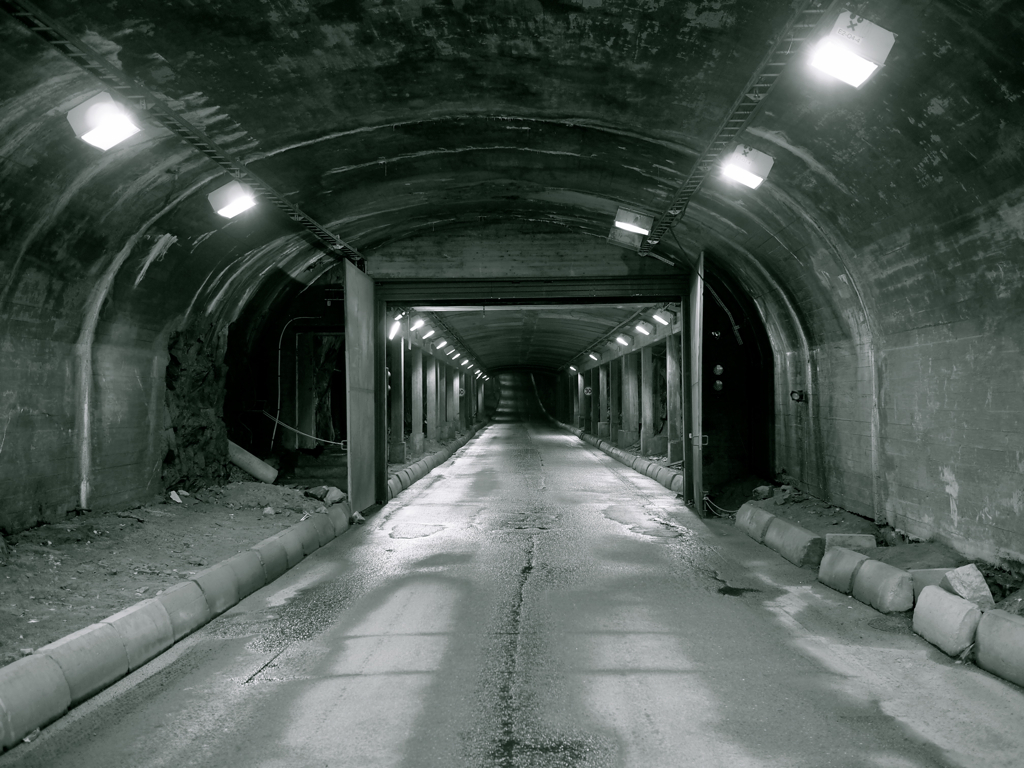
Interiorul tunelul (2011)
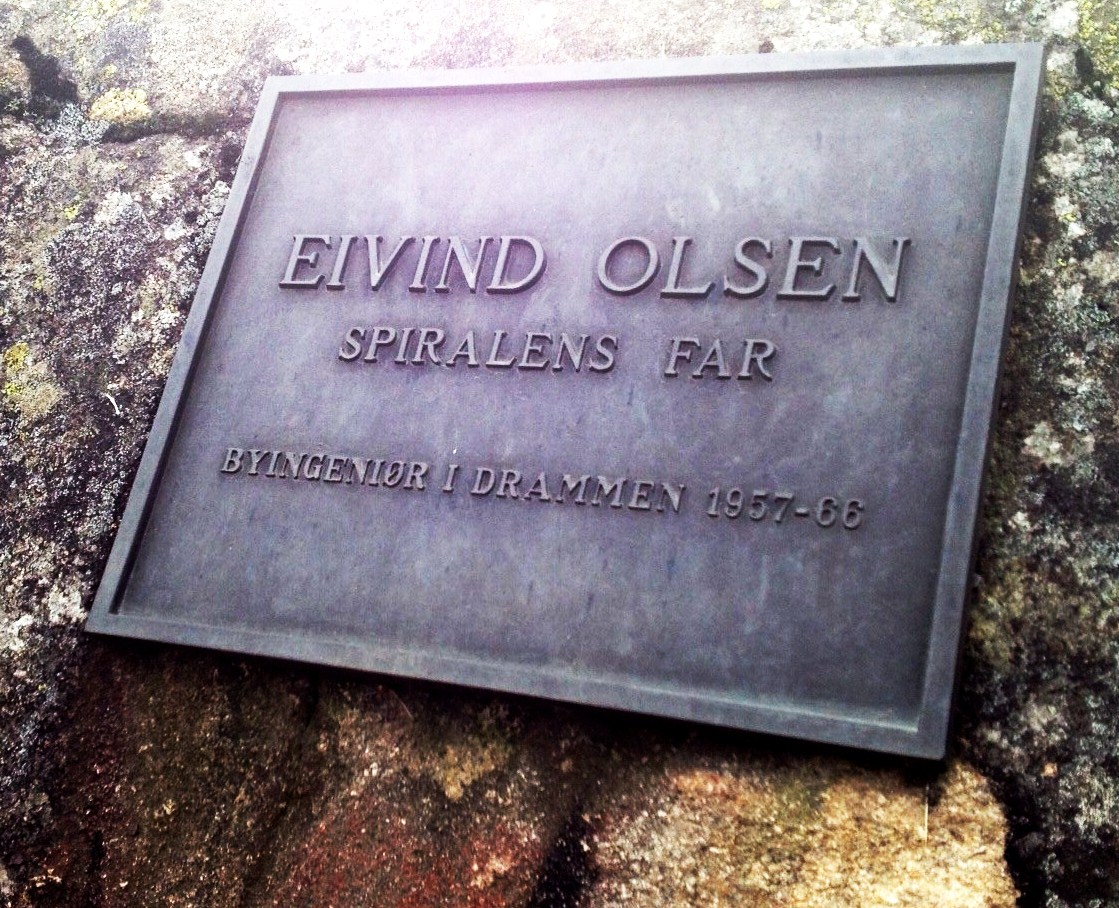
Eivind Olsen „Părintele tunelului spiral – inginer urban în Drammen 1957–66”
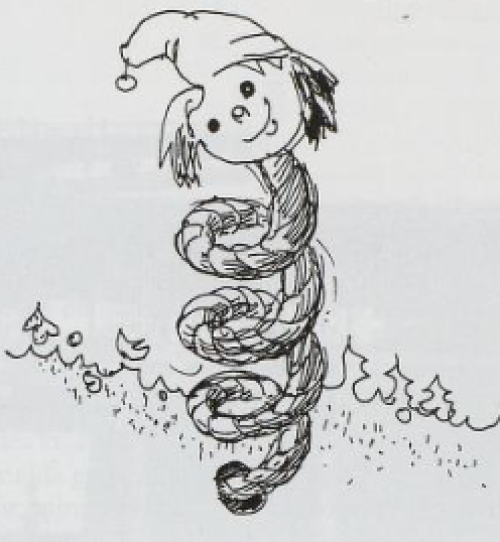
Amuleta originală a tunelului